# Bombus amurensis
Bombus amurensis là một loài Hymenoptera trong họ Apidae. Loài này được Radoszkowski mô tả khoa học năm 1862.